# Голлі Гібботт
Голлі Гібботт (англ. Holly Hibbott, 13 грудня 1999) — британська плавчиня.
Чемпіонка Європи з водних видів спорту 2018, 2020 років.
Призерка Ігор Співдружності 2018 року.